# Zhu Xi
Pour les articles homonymes, voir Zhu.
Dans ce nom chinois, le nom de famille, Zhu, précède le nom personnel.
Zhu Xi (chinois : 朱熹 ; pinyin : Zhū Xī ; Wade : Chu¹ Hsi¹ ; EFEO : Tchou Hi) (1130 - 1200) est un lettré de la dynastie Song du Sud qui devient l'un des plus importants néoconfucianistes en Chine. À ce titre, il est considéré comme l'un des Douze Philosophes, aux côtés de philosophes contemporains de Confucius. Zhu Xi et ses étudiants codifient ce qui est aujourd'hui considéré comme le canon confucianiste des Classiques chinois : 
1. les Quatre Livres, composés 
  - des Entretiens de Confucius
  - du Mencius
  - de la Grande Étude
  - de l'Invariable Milieu
2. et les Cinq Classiques :
  - le Classique des vers
  - le Classique des documents
  - le Classique des mutations ou Yi Jing
  - le Livre des rites
  - les Annales des Printemps et des Automnes

Zhu Xi écrit de nombreux commentaires de ces classiques. Ces ouvrages ne sont pas reconnus et diffusés durant la vie de leur auteur. Cependant, ils deviennent par la suite des commentaires reconnus et incontournables des classiques confucianistes et dominent la pensée chinoise jusqu'à l'abolition des examens en 1905. Son influence s'exerce également sur le néoconfucianisme  japonais et coréen.